# 文藝ガーリッシュ
『文藝ガーリッシュ ―素敵な本に選ばれたくて。』（ぶんげいガーリッシュ すてきなほんにえらばれたくて）は、2006年に刊行された千野帽子の著書。ベストセラーを嫌い、馴れ合いを嫌い、安易な自己規定や区分を嫌うような「志しは高く心は狭い文科系フィエット（小娘）」を読者に想定した、「少女」をテーマとするブックガイドである。原則的に一作家につき一冊の紹介で、尾崎翠、野溝七生子、森茉莉といった「定番」から、太宰治、三島由紀夫、川端康成といった男性作家のもの、マイナー作品や近年の作品まで、近代日本の文学作品69作を、テーマごとに10の章に分けて紹介していく。各章の末尾には尾崎や森、武田百合子など10人の女性作家の略歴を紹介しつつ、女子文化の変遷を辿ったコラムも掲載されている。もとは『東京新聞』『中日新聞』『北陸中日新聞』文化欄において2005年に『文藝ガーリッシュ―お嬢さんの本箱』として連載されたもので、2009年には海外文学編にあたる『世界小娘文学全集 ―文藝ガーリッシュ 舶来編』も刊行されている。

## 書誌
- 文藝ガーリッシュ ―素敵な本に選ばれたくて。（河出書房新社、2006年）
- 世界小娘文学全集 ―文藝ガーリッシュ 舶来編（河出書房新社、2009年）